# 大果枣
大果枣（学名：Ziziphus mairei）为鼠李科枣属下的一个种。